# Záluží (Chyšky)
Záluží je malá vesnice, část obce Chyšky v okrese Písek v Jihočeském kraji. Nachází se asi 2,5 kilometru jihozápadně od Chyšek. Záluží leží v katastrálním území Branišovice u Ratiboře o výměře 6,86 km².

## Historie
První písemná zmínka o vesnici pochází z roku 1324.
Vesnice patřila k majetku milevského kláštera a sdílela stejné osudy jako Branišovice. Po vypálení kláštera husitskými vojsky byla ves připojena pod panství pánů z Rožmberka. Roku 1575 prodal císař Maxmilián II. zvíkovské a milevské panství Kryštofovi ze Švamberka. Mezi prodanými vesnicemi jsou kromě Záluží uvedeny další vesnice: Porešín, Branišovice, Hrazany, Hrazánky, Přeštěnice, Ratibořec. Ves přešla pod panství švamberské. V roce 1576 prodal Kryštof ze Švamberka několik okolních vesnic i Záluží nadějkovskému pánu Bedřichu Doudlebskému z Doudleb. V roce 1637 bylo Záluží, stejně jako Branišovice, prodány Mikulášem Bechyně z Lažan. Vesnice koupil Adam Bedřich Doudlebský z Doudleb. Pak roku 1665 po jeho smrti připadly vesnice jeho staršímu synu Janovi Doudlebskému. Další majitelé se pak často střídali.
Farou, školou, poštou a četnictvem náležela vesnice do Chyšek. Lékař byl v Milevsku.
V roce 1913 byl založený sbor dobrovolných hasičů.
V roce 1930 zde bylo evidováno 20 popisných čísel a žilo zde 113 obyvatel.

## Obyvatelstvo
| Rok            | 1869 | 1880 | 1890 | 1900 | 1910 | 1921 | 1930 | 1950 | 1961 | 1970 | 1980 | 1991 | 2001 | 2011 | 2021 |
| -------------- | ---- | ---- | ---- | ---- | ---- | ---- | ---- | ---- | ---- | ---- | ---- | ---- | ---- | ---- | ---- |
| Počet obyvatel | 153  | 148  | 158  | 140  | 142  | 145  | 113  | 64   | 74   | 73   | 59   | 41   | 31   | 26   | 26   |
| Počet domů     | 17   | 18   | 18   | 19   | 19   | 20   | 20   | 19   | 18   | 18   | 17   | 17   | 18   | 19   | 19   |

## Obecní správa
Při sčítání lidu v letech 1850–1960 Záluží bylo osadou obce Branišovice v okrese Milevsko. V letech 1961–1980 bylo částí obce Ratiboř v okrese Písek. Od 1. ledna 1981 je částí obce Chyšky v okrese Písek.

## Pamětihodnosti
- Návesní kaple je z roku 1923.[11]
- Kamenný kříž vedle návesní kaple je mezi rameny kříže reliéfně zdobený motivem srdíčka. Zhruba v polovině svislého břevna kříže je motiv kalicha.
- Litinový kříž na kamenném podstavci se nachází u příjezdové komunikace přímo ve vsi. Na štítku má tento nápis: POCHVÁLEN BUĎ JEŽÍŠ KRISTUS.
- Kříž na odbočce do vesnice má na svém štítku nápis: KLAŇ SE KŘÍŽI PANA KRISTA V NĚMŽ TI KYNE SPÁSA JISTÁ.

## Galerie

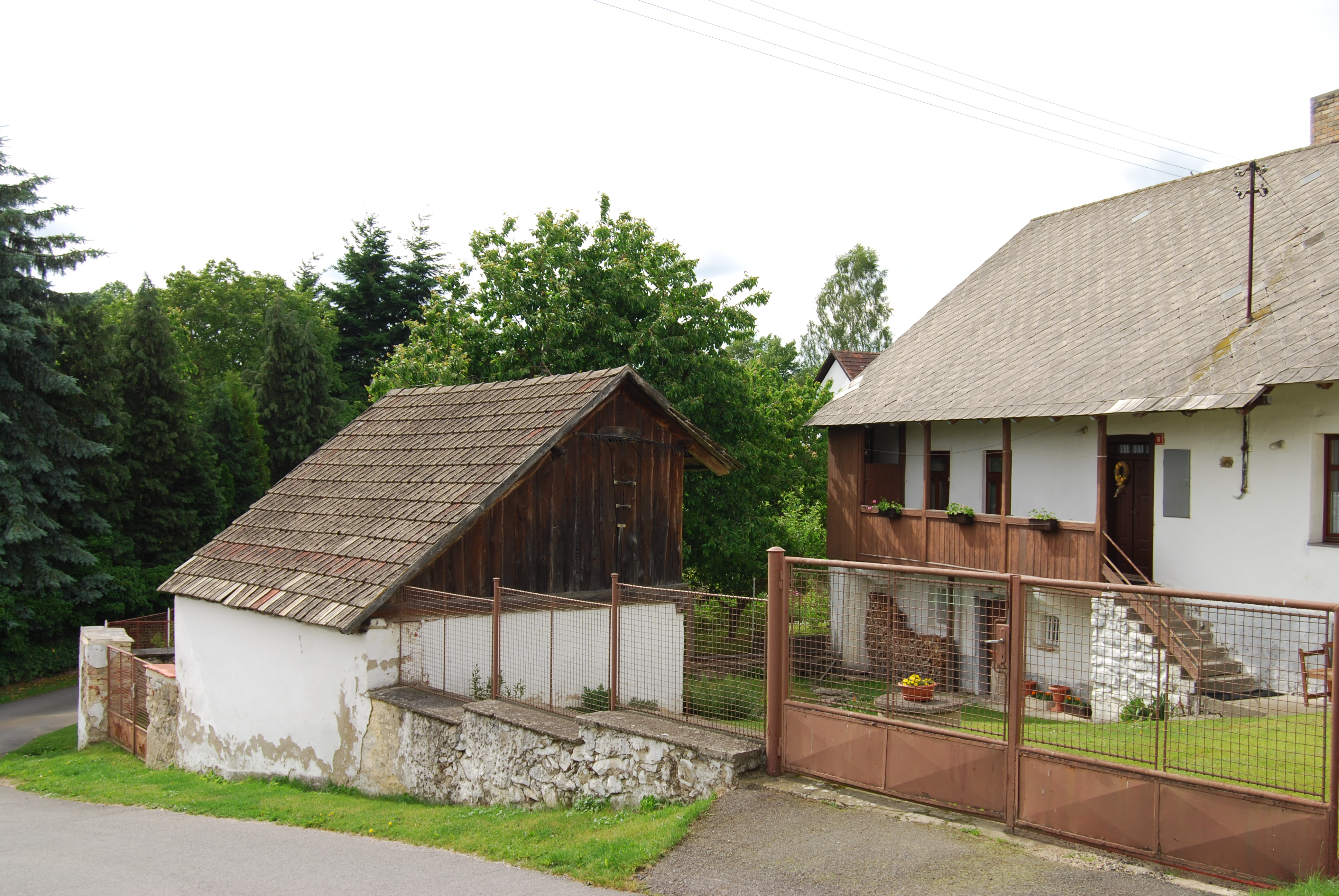
Usedlost ve vsi
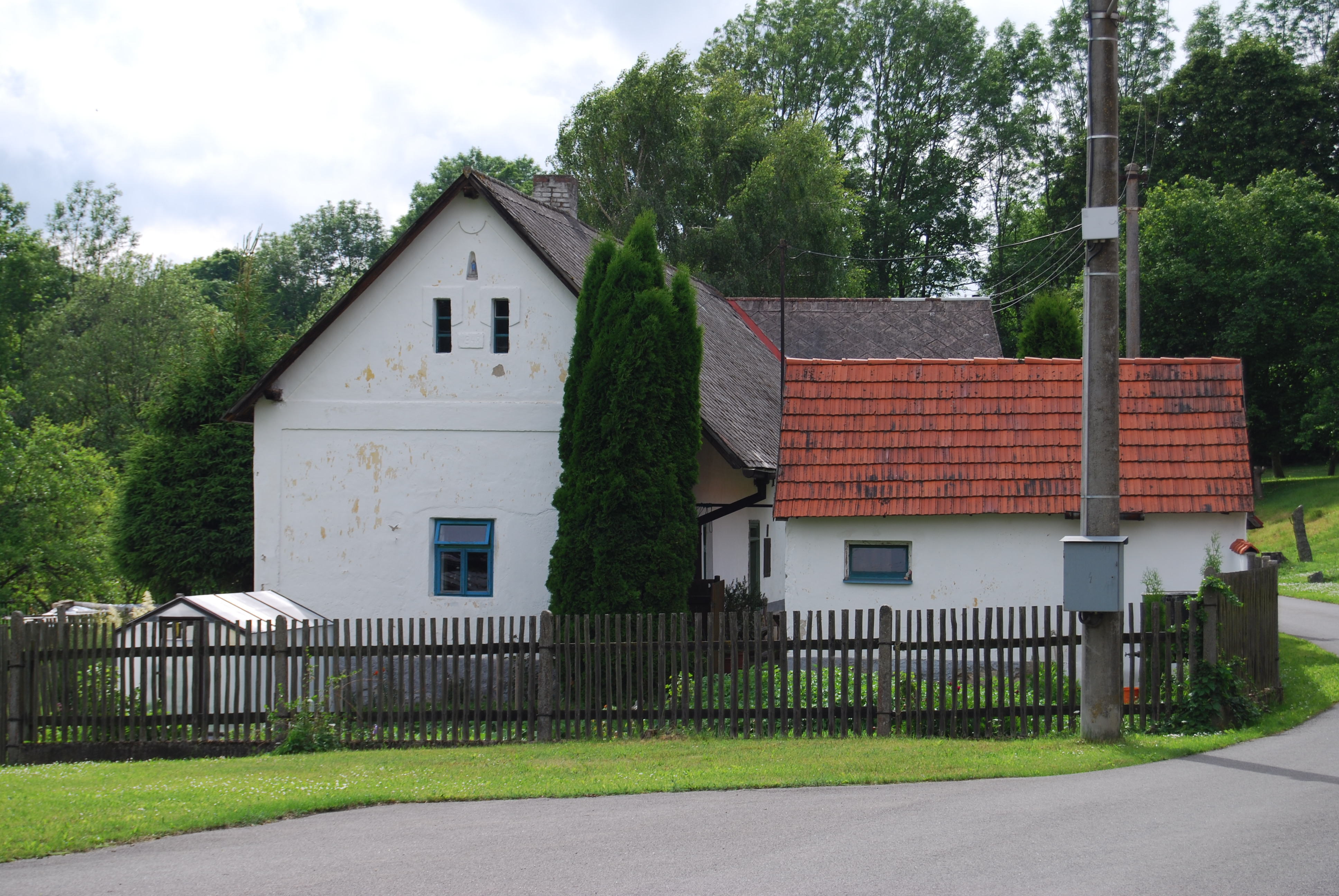
Pohled na část vesnice
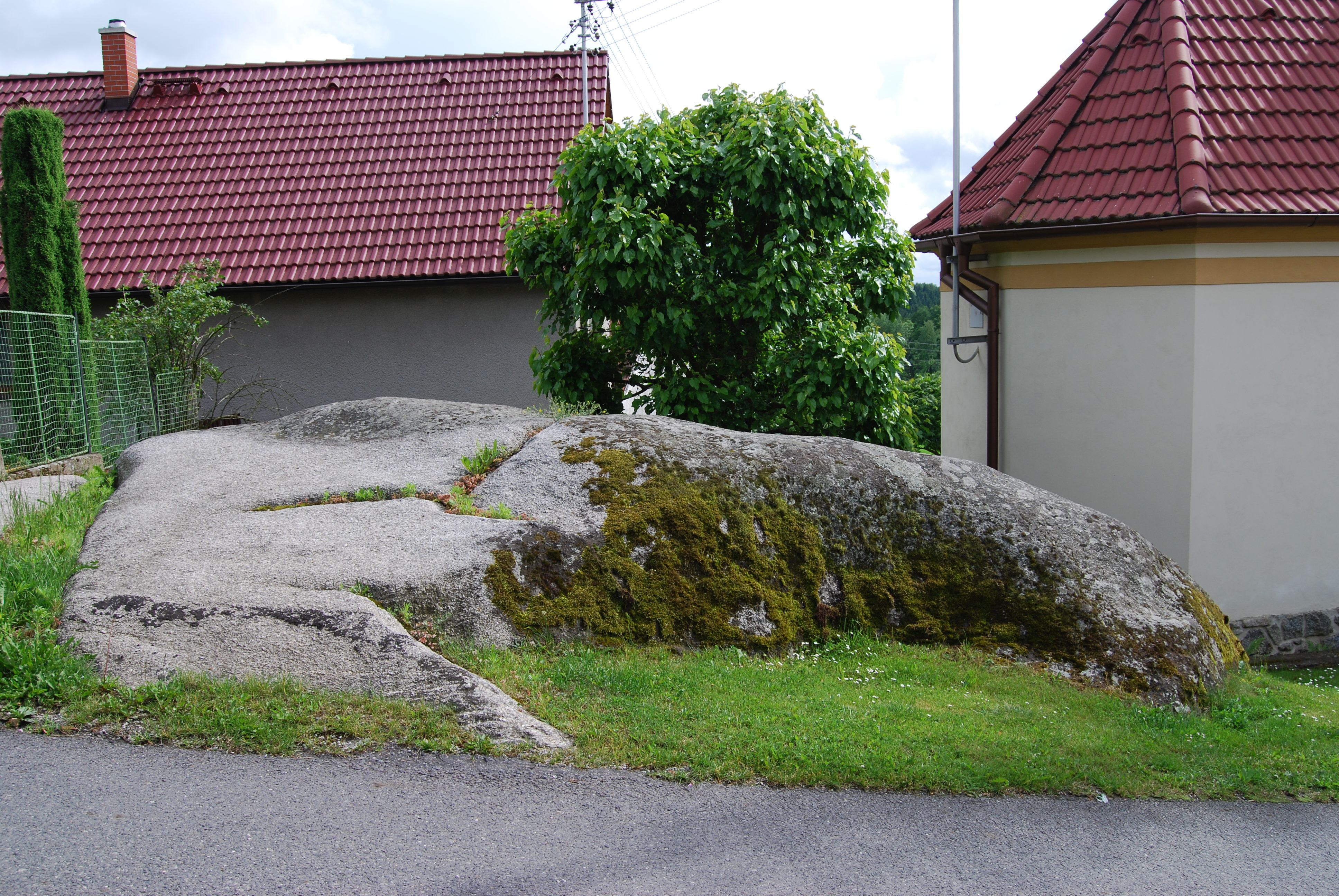
Pohled na část vesnice
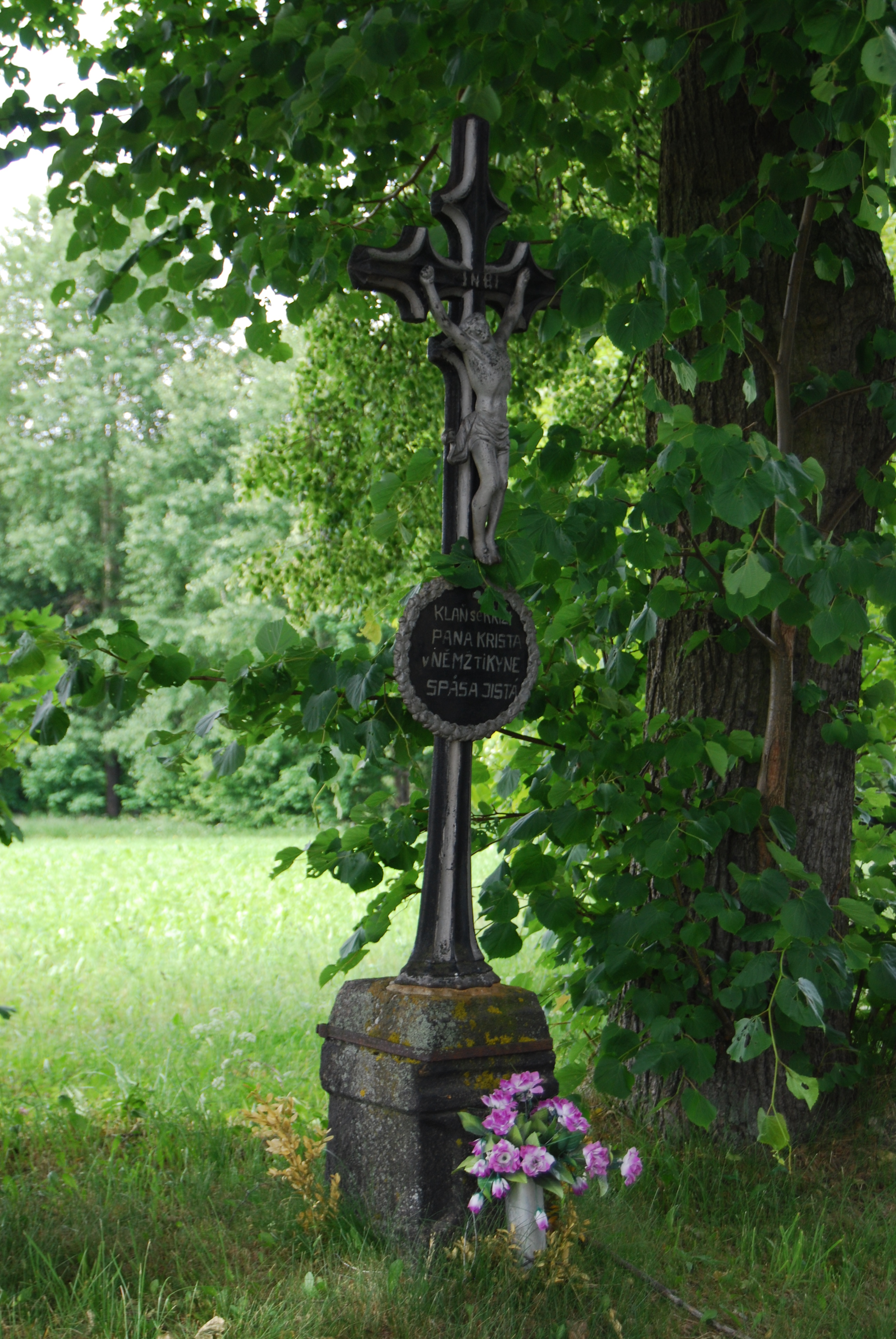
Kříž na odbočce do Záluží